# Talyšové
Talyšové jsou íránská etnická skupina žijící v jižním Ázerbájdžánu a severním Íránu od Kaspického moře po Talyšské hory. Hovoří talyštinou, která patří mezi íránské jazyky.
Počet Talyšů v Íránu se odhaduje na 430 000, žijí převážně v Talešském kraji provincie Gílán. Ázerbájdžánští Talyšové obývají okolí města Lenkoran. Podle oficiálního sčítání lidu je jich 112 000, organizace talyšských nacionalistů však odhadují počet na více než osm set tisíc. Vyznávají převážně ší'itský islám, v němž však přetrvává množství původních pohanských představ, živí se zemědělstvím, pastevectvím a řemesly.
Talyšové se prohlašují za potomky starověkých Kadusiů. Byli poddanými safíovské říše, v letech 1747 až 1819 existoval nezávislý Talyšský chanát, který se pak stal součástí carského Ruska. 15. května 1919 vyhlásili místní bolševici Mughanskou sovětskou republiku, která zanikla v červenci téhož roku. Po rozpadu Sovětského svazu byla v létě 1993 nakrátko založena Talyš-Mughanská autonomní republika. Po potlačení vzpoury ázerbájdžánskými vojsky byl prezident tohoto státu Alikram Hummatov odsouzen k smrti, trest mu byl později zmírněn na doživotní vězení. Po protestech zahraničních lidskoprávních organizací byl roku 2004 propuštěn a vypovězen do Nizozemska, kde roku 2007 založil Talyšské národní hnutí, které bylo v roce 2014 přijato do Organizace nezastoupených států a národů.

Mapa talyšských dialektů
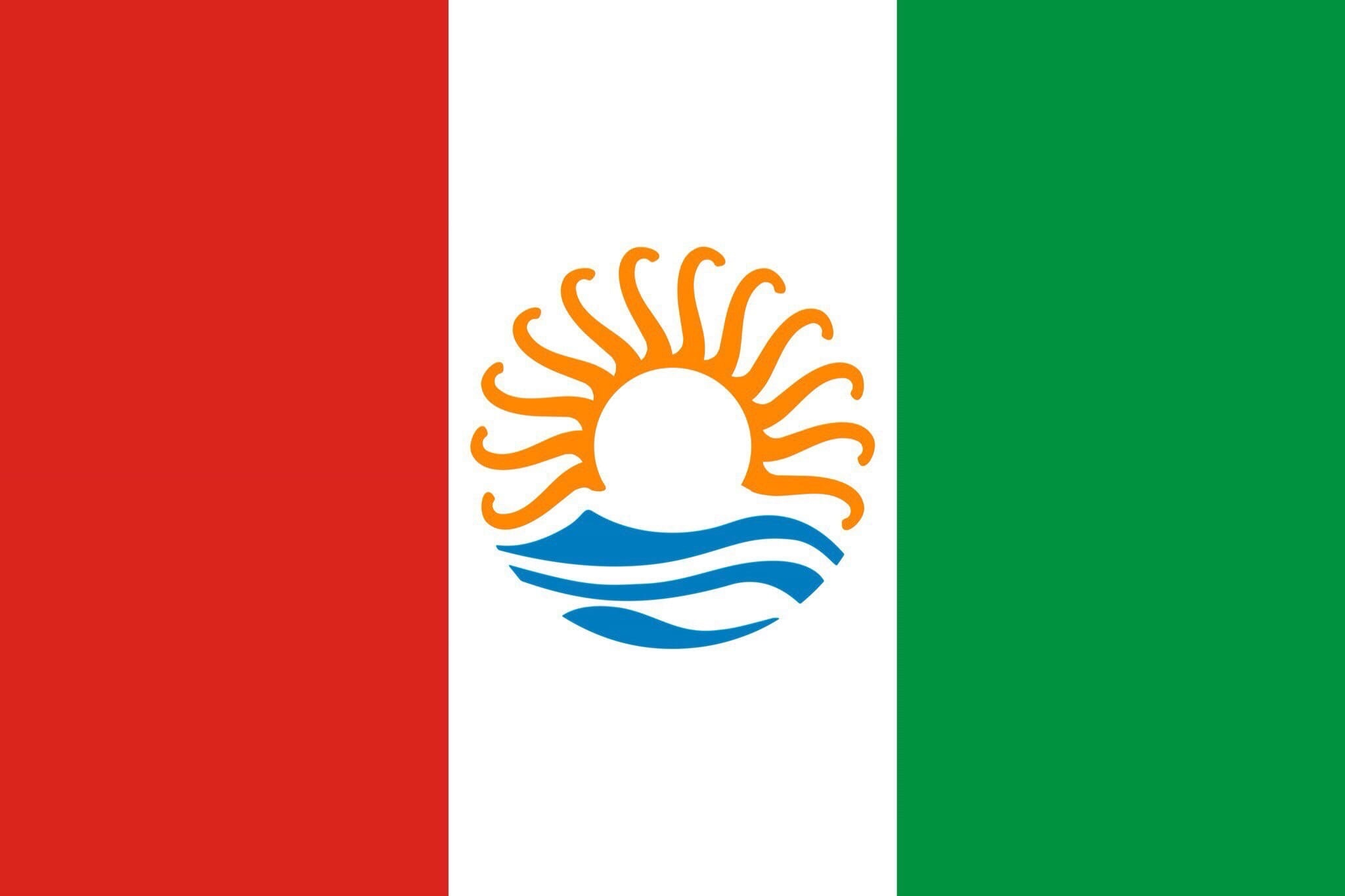
Vlajka Talyšů